# Quethiock
Quethiock är en by och en civil parish i Cornwall i England. Orten har 493 invånare (2011).